# Музей Ренессанса Бланко
Музей Возрождения Бланко (индон. Museum Kebangkitan Blanco) — художественный музей в Убуде, Бали, Индонезия, посвящённый творчеству испано‑американского художника Дон Антонио Марии Бланко.

## История
Основатель музея, Антонио Бланко, был филиппинским художником испанского происхождения, родившимся 15 сентября 1912 года в Маниле, Филиппины. С раннего детства он проявлял интерес к искусству, литературе и языкам. В зрелом возрасте свободно владел пятью языками: индонезийским, французским, испанским, тагальским и балийским.
Писал, в основном, картины женских фигур. В 1952 году он переселился на Бали, очарованный природой, культурой и атмосферой острова. При содействии местного раджи Убуды художнику была выделена земля в районе Кампуган, где он построил дом и студию. Годом позже, в 1953 году, он женился на балийской танцовщице и окончательно обосновался в Убуде.
Бланко посвятил свою жизнь живописи, планируя создать музей, в котором могли бы быть представлены его произведения. Несмотря на то, что он не дожил до открытия музея, идея была реализована его семьёй. За вклад в культуру он был удостоен многочисленных наград, включая признание со стороны президентов Индонезии Сукарно и Сухарто, а также одобрение со стороны короля Камбоджи, короля Испании и певца Майкла Джексона.
После смерти Антонио Бланко музеем стал управлять его сын, Марио Бланко.

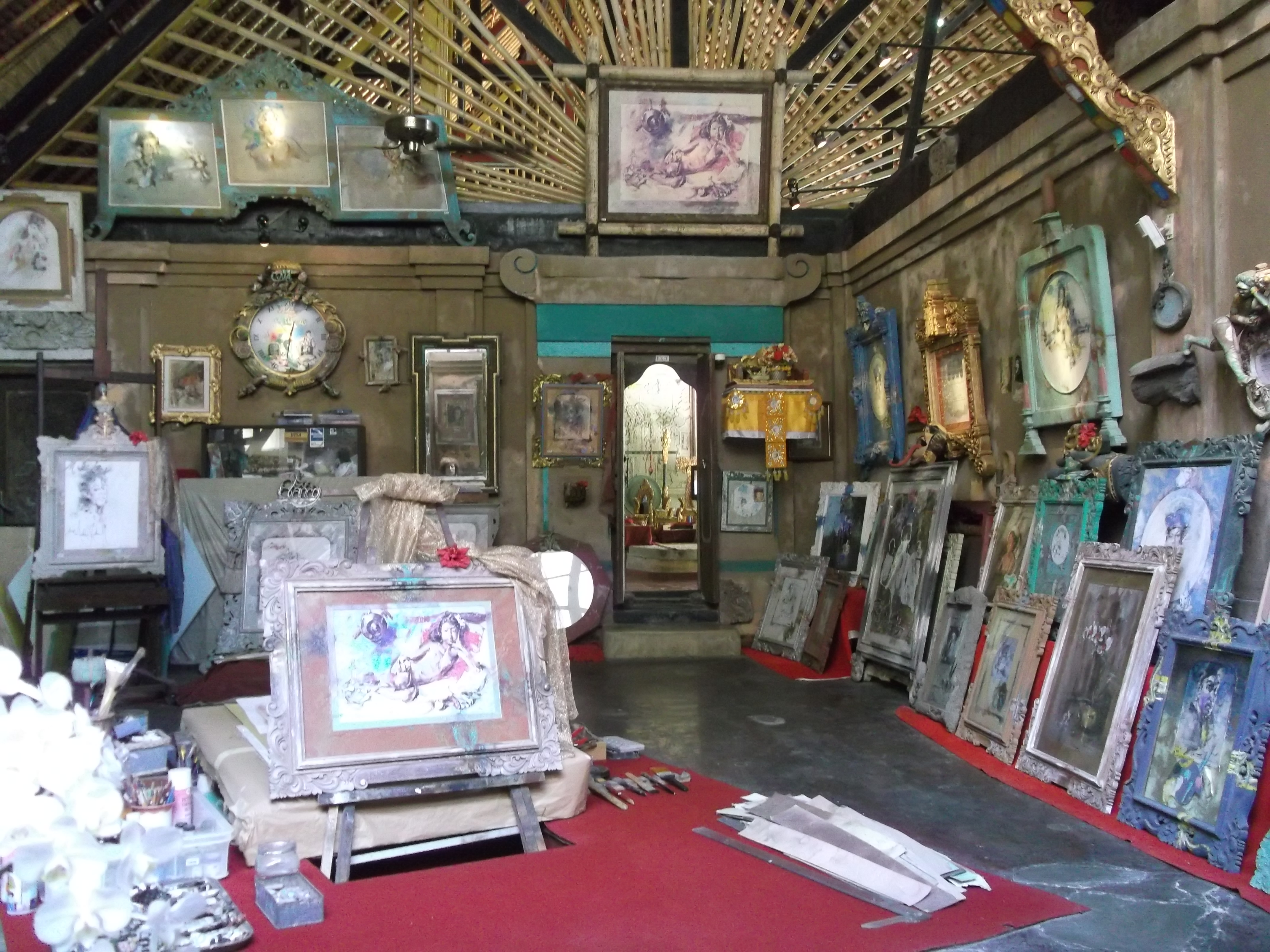
Мастерская Антонио Бланко

## Архитектура
Музей располагается в зелёной зоне Убуда, на участке площадью около 20 000 квадратных метров. Главное здание музея — трёхэтажное сооружение, сочетающее испанский и балийский архитектурные стили, спроектированное самим художником. Архитектурная структура символизирует индуистскую концепцию трёх миров: верхнего (сварга), среднего (бхуми) и нижнего (патала). Вход в музей украшен двумя массивными каменными драконами и фонтаном. На территории также находятся кафе, сувенирная лавка, незавершённая библиотека, художественная студия, парк с птицами, традиционный балийский дом, построенный в 1952 году, и часть семейного бунгало 1970-х годов с выгравированными автографами знаменитостей, таких как Ингрид Бергман, Майкл Джексон и Джон Стейнбек.

## Коллекция
Площадь экспозиционных залов составляет около 1100 квадратных метров. Постоянная коллекция насчитывает около 200 масляных картин и 150 графических работ Антонио Бланко, охватывающих почти весь период его творческой деятельности — с конца 1940-х годов до 1990-х годов. Художник не датировал свои работы, полагая, что возраст не должен ограничивать творческий процесс.
На первом этаже расположена галерея площадью 50 квадратных метров, в которой представлены наиболее яркие и романтические полотна художника. Эти работы демонстрируют характерную для Бланко смесь реализма, эротизма и экспрессивной манеры письма. Второй и третий этажи устроены менее традиционно: произведения не распределены по темам или хронологии, их расположение обусловлено визуальной «химией» и впечатлением.